# Sardinija
Sardinija (sardinski: Sardigna, talijanski: Sardegna), otok i regija u Italiji

## Prirodne značajke
Sardinija je smještena otprilike u sredini Sredozemnog mora. Po veličini je drugi otok u Italiji i u Sredozemnom moru (odmah nakon Sicilije). Površina joj je 24.090 km2. Na otoku je 31. prosinca 2005. godine živjelo 1.655.677 stanovnika. U usporedbi s drugim sredozemnim otocima Sardinija je mnogo udaljenija od kopna. Od kopna matične zemlje (Italije) udaljena je 190 km,a od Tunisa 180 km. U blizini joj je jedan drugi velik otok: Korzika, koja pripada Francuskoj i od koje je dijeli kanal Bonifacio širok 12 kilometara. Sardinija je okružena mnoštvom malih otoka, svi u neposrednoj blizini, među kojima su najpoznatiji : Asinara, Maddalena i Caprera (na sjeveru), Tavolara (na istoku) te Sant`Antioco (na jugoistoku). Sa zapadne strane Sardiniju zapljuskuje Sardinijsko more, a između Sardinije i Italije prostire se Tirensko more. Glavni grad Sardinije i najveći grad tog otoka je Cagliari s 232.785 stanovnika. Ostali veći gradovi su : Sassari (118.158), Nuoro (35.903), Oristano (29.085), Alghero (36.383), Assemini (16.727), Carbonia (32.130), Iglesias (30.117), La Maddalena (11.366), Olbia (30.756), Quartu Sant'Elena (43.639) i drugi.
Sardinija ima približno oblik pravokutnika čija je duljina (sjever-jug) 240 km, a širina (istok-zapad) 120 km. Na svakoj od četiri stranice tog "pravokutnika" nalazi se po jedan veliki zaljev : Asinarski (na sjeveru), Oroseijski (na istoku), Cagliarski (na jugu) i Oristanski (na zapadu). 14% površine sardinijskog teritorija je iznad 300 m nadmorske visine, na brežuljksti dio otpada 68%, a na ravnice 18%. Duga i prostrana nizina Campidano, koja se proteže od Oristanskog zaljeva na zapadu do Cagliarskog zaljeva, jasno dijeli dva brdovito-brežuljkasta masiva : masiv sjeverne i središnje Sardinije (koji je zapravo mozaik gorskih lanaca, masiva i visoravni, ispresjecan udolinama) i masiv Iglesiente na jugu. Idući od sjevera prema jugu do nizine Campidano nailazimo na ove glavne skupine masiva: granitni masiv Limbara (1362m), mali planinski lanci oko vrhunaca Ala (1094m) i Albo (1127m), tzv. Olienski Dolomiti ili Sopramonte (1463m), planine oko Gennargentu (velikog masiva, na kojem je najviši vrh Sardinije: La Marmora, 1834m), planine oko Ogliastra te konačno vrh Serpeddi (1067m).
Gotovo sve sardinijske rijeke imaju karakter planinskih potoka-brzaca. U ljetno vrijeme siromašne su vodom, a u vrijeme kiša silno nabujaju i nose u nizine velike količine izrovanog materijala. Najdulja rijeka je Tirso (150 km) koja se ulijeva u Oristanski zaljev. Flumendosa je najbogatija vodom. Izvire u masivu Gennargentu i ulijeva se na jugoistoku Sardinije u Tirensko more. Temo je jedina rijeka po kojoj mogu ploviti brodovi. Ulijeva se u Sardinijsko more kod grada Bosa. Na cijelom otoku Sardiniji ima samo jedno prirodno slatkovodno jezero : Lago Baratz kod mjesta Alghero na sjeverozapadu Sardinije. Ostala jezera su umjetna : Lago Omodeo, Lago del Coghinas, Lago Flumendosa i druga. Ima više prekrasnih malih jezera na kojima žive rijetke vrste ptica: Stagno di Cabras, Stagno di Santa Gilla i druga.
Na Sardiniji vlada mediteranska klima. Na obalnim dijelovima veoma je blaga, s malo kiša, koje
padaju početkom proljeća i koncem jeseni. Zimi (ali i u drugim godišnjim dobima) Sardiniju 
često tuče jak sjeverozapadni vjetar (maestral).

## Povijest
Naseljena u prapovijesti. U prijelaznom razdoblju ondje se razvila nuraška civilizacija.
Sardinija (grčki: Σαρδ, latinski: Sardinia, talijanski: Sardegna), je dobila ime po Sardima, iberijskom plemenu koje se tu nastanilo u 12. stoljeću pr. Krista, a to je otprilike u vrijeme kada u središnjoj Italiji prvi puta susrećemo Etruščane. Sardi su na otoku razvili tzv. civilizaciju nuragha. Danas se smatra da su nuraghi podignuti između 1500. i 600. godine pr. Kr. To su građevine u obliku tornja s donjim polumjerom od 10-36 metara, visoke 12-20 metara. Zidovi su od grubog ili malo otesanog velikog kamenja složenog bez veziva te se donekle mogu usporediti s kiklopskim zidovima Kretsko-mikenske kulture. Nuraghi imaju unutra više katova odijeljenih takozvanim lažnim svodovima (građenima od kamenova koji strše jedan nad drugim). U prizemlju se većinom nalazila cisterna. Još danas postoji na Sardiniji preko 7000 nuragha.

Od 9. st. pr. Kr. obalna područja otoka nastanjuju Feničani. Godine 540. pr. Kr. Sardinija pada pod vlast Kartažana. Pokušaji kolonizacije Grka nisu uspjeli. 238.g. pr. Kr. Sardiniju zauzimaju Rimljani. Sardi se više godina bore protiv Rimljana te nastavljaju s otporom i nakon što je Sardinija 226. pr. Kr. postala rimskom provincijom. Do velikih ustanaka došlo je 216. pr. Kr., 177. – 176. pr. Kr. i 126. – 122. pr. Kr. Već za vladavine Kartage poznata po poljodjelskoj proizvodnji, Sardinija je važna žitnica Rima. Za građanskih ratova Sardinija se naizmjence nalazila u rukama Cezara, Oktavijana i Seksta Pompeja. U doba Carstva neko je vrijeme pod vlašću Senata, dok nije definitivno postala carska provincija. U 5. i 6. st. po. Kr. njome vladaju Vandali. Nakon toga Sardinija potpada pod Bizant i ostaje pod njegovom vlašću sve dok 1165. nije postala carsko leno Pise. Od 8. do početka 11. stoljeća Sardinija je izložena najezdama Saracena. Otok je u 11. stoljeću podijeljen na četiri oblasti, kojima upravljaju suci (iudices), a sjedišta su im Cagliari, Arborea, Logudoro i Gallura. Prevlast Pise nad Sardinijom u 11. i 12. stoljeću osporava Genova, koja prevladava u drugoj polovici 13. stoljeća. Papa Bonifacije VIII. daje 1297. otok u feud aragonskom kralju Jakovu II. Aragonska je dinastija tek u 14. stoljeću utvrdila svoju vlast na Sardiniji nakon 70 godina ratovanja. 
Sardinija se nalazi pod aragonskom odnosno kasnije španjolskom vlašću sve do Rata za španjolsku baštinu kada mirom u Utrechtu 1713. dolazi pod Austriju. Do tada je trpila zbog unutarnjih sukoba. U stoljećima pod španjolskom vlašću bila je pod dinastijama Trastamarom i Habsburgovcima. U 15. i 16. stoljeću trpila zbog čestih upada tuniških i alžirskih gusara u savezu s Osmanlijama i Francuzima. Bitka kod Lepanta 1571. olakšala je život Sardinijcima. Radi obrane od gusara, izgrađen je kompleks utvrđenih struktura obalnih tvrđava. Londonskim sporazumom 1718. Sardinija je pripala savojskom vojvodi Vittoriju Amadeu II., te 1720. postaje sastavni dio Sardinskog kraljevstva pod savojskom kućom. Za Francuske revolucije Francuzi su se u dva navrata pokušali iskrcati na otok, ali su naišli na otpor stanovništva. Zbog feudalnog ugnjetavanja izbio je 1794. – 1796. ustanak, kojemu je na čelu bio Gian Maria Angioj. Za Napoleonskih ratova 1802. – 1814. otok kontrolira engleska flota. 1835. ukinut je feudalizam; 1847. ostvarena je politička unija s Pijemontom, te sardinski poslanici ulaze u Subalpinski parlament. Kad je pijemontsko-sardinski kralj Viktor Emanuel II. proglašen 1861. kraljem ujedinjene Italije i Sardinija postaje njenim sastavnim dijelom. 1948. Sardinija je postala autonomna pokrajina s regionalnom skupštinom.

## Šport
- Reli Sardinija

## Vanjske poveznice
- Službene stranice regije